# Тадеуш Гжеляк
Тадеуш Гжеляк (пол. Tadeusz Grzelak; 24 грудня 1929 — 14 жовтня 1996) — польський боксер і тренер, фіналіст чемпіонату Європи (1953). Майстер спорту (1955).

## Біографія
Народився 24 грудня 1929 року в місті Пінську (нині Брестська область, Білорусь) в родині моряка Пінської річкової флотилії. У 1943 році разом з матір'ю (батько репресований НКВС) вивезений на примусові роботи до Німеччини. Після повернення до Польщі оселився в Каліші.
Восьмиразовий чемпіон Польщі (1951–1957, 1959), двічі перемагав у командній першості Польщі в складі спортивного клубу «CWKS» (сезони 1951/52, 1952/53). Протягом 1950–1956 років 26 разів брав участь у міждержавних боксерських змаганнях (18 перемог, 7 поразок, 1 нічия).
Тричі, у 1951, 1953 та 1955 роках брав участь у чемпіонатах Європи з боксу. На чемпіонаті Європи 1953 року у Варшаві (Польща) дістався фіналу, де поступився представникові НДР Ульріху Нітцшке.
На літніх Олімпійських іграх 1952 року в Хельсінкі (Фінляндія) у другому раунді змагань переміг австрійця Франца Пфічера, а у чвертьфіналі поступився майбутньому олімпійському чемпіонові американцю Норвелу Лі.
Після закінчення боксерської кар'єри з 1959 року — інструктор, а з 1971 року — тренер з боксу.
З 1967 року мешкав у Коніні, де раптово помер 14 жовтня 1996 року.